# Cels Piñol
Cels Piñol   (Barcelona, 18 de març de 1970) és el dibuixant i guionista de la popular sèrie Fanhunter.

## Biografia
Des de petit mostra afició per tot el relacionat amb el món del còmic i comença a col·leccionar-los. Crea diversos fanzines durant algun temps fins que participa en un concurs organitzat per Comics Forum anomenat "Diseña tu propio Superhéroe" (Dissenya el teu propi Superheroi). No guanya, però el seu estil agrada i acaba treballant per a Planeta DeAgostini com a humorista i articulista on realitza les tirallongues "Fan Letal / Fan con Nata". Al mateix temps, Piñol auto editava els seus fanzines "Kiusap" i "Fanhunter" amb el segell de "Gusa Còmics", la seva pròpia "fan-editorial".
Es converteix en el primer autor espanyol a disposar d'una sèrie regular a l'editorial Planeta DeAgostini. Després de forces anys i de certs problemes amb l'editorial decideix muntar la seva pròpia empresa, la qual anomena "Fanhunter S.L." i "Cels Animation S.L.". Després d'un període decideix tornar a Planeta on actualment treballa.
Durant la crisi constitucional espanyola de 2017, l'ambaixada espanyola a Bulgària li cancel·là una conferència per a estudiants de l'Acadèmia Nacional d'Art de Sofia prevista per a finals d'octubre, pel seu activisme polític.
El 2020 Cels Piñol es va incorporar a l'equip de Ficomic organitzador del 38 Còmic Barcelona. Piñol fou elegit responsable de la secció "Còmic Fantasy", un espai nou dedicat als jocs de rol, de tauler i de cartes. L'espai havia d'oferir diverses activitats com taules rodones, exposicions o tallers. No obstant, el Saló es va haver de cancel·lar degut a l'epidèmia per coronavirus. Com a alternativa, Ficomic va oferir una programació en línia anomenada "Comic on demand", en la qual Piñol va moderar diverses taules rodones.

## Curiositats
Cels Piñol és el protagonista d'un capítol de la sèrie de còmics Haciendo Amigos (Dolmen), de David Ramírez. Aquest còmic mostrava la mala relació entre Piñol i l'aleshores editor de Planeta DeAgostini Antonio Martín mitjançant una paròdia de la pel·lícula L'Imperi contraataca en la qual Martín interpretava a Darth Vader i Piñol a Luke Skywalker. L'acudit, d'una pàgina, va assolir una gran popularitat perquè l'any 2000 va finalitzar amb una denúncia de Martín contra David Ramírez, generant un gran enrenou en el món del còmic que va resorgir el 2021 en forma d'un manifest signat per 300 autors contra la decisió de Ficomic d'haver atorgat el Gran Premi del Saló Internacional del Còmic de Barcelona a Antonio Martín.

## Obra
- Universo Fanhunter
- Plan BB y Fantom Town ("manuales para bebés con padres raros")
- Juegos de rol Fampiro y Ouftan
- Fanhunter: Herencia (novel·la)
- 1714 Baluard, amb Àlex Santaló[6]

### Jocs de rol
- Fanhunter, el juego de rol épicodecadente (1992)[7][8]
- Fanpiro (2001)[9][10]
- Outfan (2002)[11]